# Platyallabes tihoni
Platyallabes tihoni es una especie de pez actinopeterigio de agua dulce, la única del género monotípico Platyallabes de la familia de los claridos. Esta especie es pescada para el consumo humano.

## Morfología
La longitud máxima descrita es de 52,8 cm.

## Distribución y hábitat
Se distribuye por ríos de la cuenca fluvial baja del río Congo y la cuenca del lago Pool Malebo, en la República del Congo y la República Democrática del Congo (África). Son peces de agua dulce tropical, de hábitat tipo demersal, aparentemente viven en grietas entre piedras y rocas donde se entierran en el sustrato.